# Gostha Pal
Gostha Behari Pal (Bhojeswar, Bengal Presidency, British India, 20 de Agosto de 1896 – Calcutá, 8 de Abril de 1976) foi um futebolista indiano que jogava como zagueiro. Ele foi o primeiro capitão da seleção de seu país, durante a época de ouro da Seleção Indiana, nos anos 1920 e 1930.
Apelidado de "Chiner Pracheer" (A Muralha da China, em português), é considerado um dos melhores defensores do futebol asiático de todos os tempos. Ele também foi o primeiro jogador de futebol a ser agraciado com um Padma Shree (o quarto maior prêmio civil na Índia) no ano de 1962, e, em 1998, o governo da Índia introduziu um selo postal em sua homenagem.

## Carreira
Ele começou a jogar pelo Kumartuli A.C. aos 11 anos e ingressou no Mohun Bagan aos 16 anos. Em 1921, Gostho Paul foi homenageado com a capitania do time de futebol Mohun Bagan e permaneceu como capitão do clube pelos próximos 5 anos. Em 1924, ele também foi nomeado capitão da seleção indiana de futebol. Ele se aposentou em 1935.

## Honrarias e Homenagens
- 1984 - Uma estátua em sua memória foi erguida no Gostho Pal Sarani,[5] em Calcutá.
- O clube de futebol Mohun Bagan concedeu-lhe o Mohun Bagan Ratna postumamente, que é dado a ex-grandes jogdaores desse clube, em 2004. A família de Gostha Pal devolveu o Mohun Bagan Ratna ao Mohun Bagan Club em 2019 em protesto contra a atitude indiferente do clube para com as memorabilia da lenda.